# Парламентские выборы в Швейцарии (1908)
Парламентские выборы в Швейцарии проходили 29 октября 1908 года. Свободная демократическая партия сохранила абсолютное большинство в парламенте, получив 105 из 167 мест Национального совета.

## Избирательная система

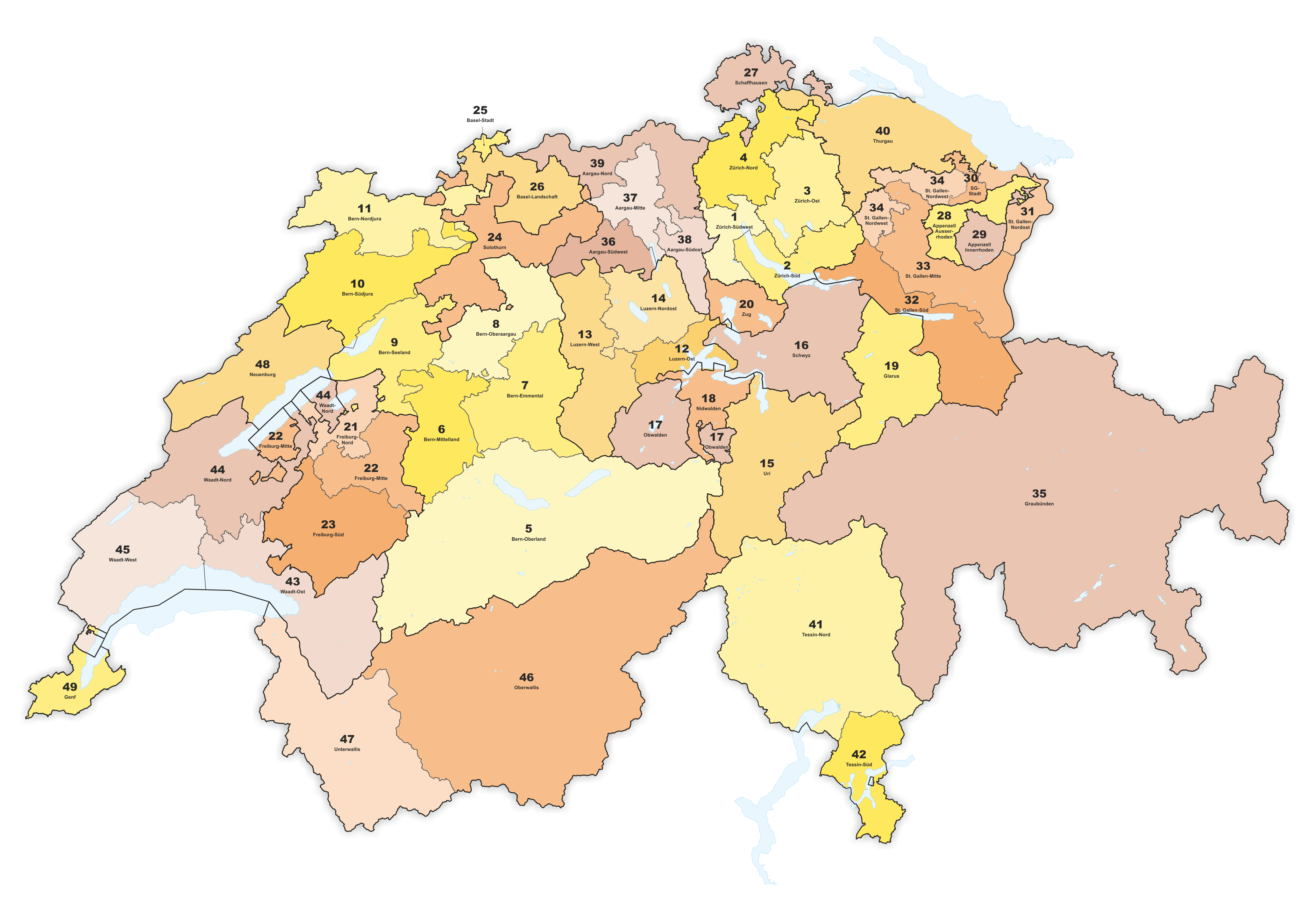
Карта Швейцарии, разделённая на 49 избирательных округа (1902—1908).

167 депутатов Национального совета избирались в 49 одно- и многомандатных округах. Распределение мандатов было пропорционально населению: одно место парламента на 20 тыс. граждан . 
Голосование проводилось по системе в три тура. В первом и втором туре для избрания кандидат должен был набрать абсолютное большинство голосов, в третьем туре достаточно было простого большинства. Каждый последующий тур проводился после исключения кандидата, набравшего наименьшее число голосов. 

## Результаты

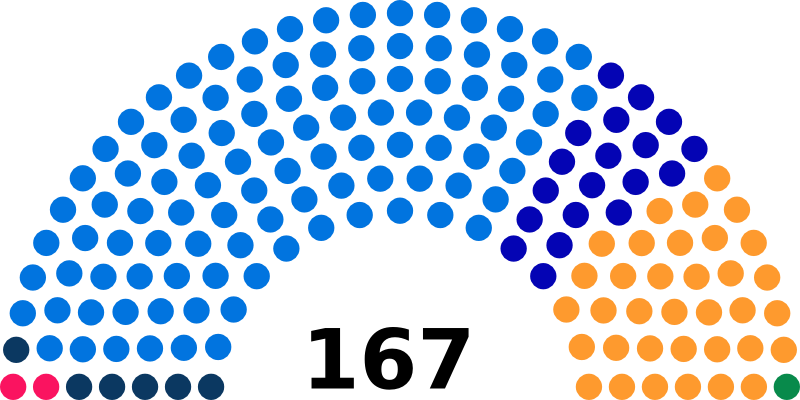
Распределение мест в Национальном совете (1905).

Наивысшая явка была зарегистрирована в кантоне Аргау, где она составила 83,1 %, что оказалось даже выше, чем в кантоне с обязательным голосованием Шаффхаузен (80 %). В кантоне Цуг явка оказалась наименьшей (16,1 %).
|  | Партия                               | Голосов | %    | Мест | +/– |
|  | Свободная демократическая партия     | 202 732 | 50,9 | 105  | +1  |
|  | Католическая народная партия         | 81 733  | 20,5 | 34   | –1  |
|  | Социал-демократическая партия        | 70 003  | 17,6 | 7    | +5  |
|  | Либеральные центристы                | 23 597  | 5,9  | 16   | –3  |
|  | Демократическая группа               | 14 414  | 3,6  | 5    | –1  |
|  | Прочие                               | 5745    | 1,4  | 0    | 0   |
|  | Недействительных/пустых бюллетеней   | 28 528  | –    | –    | –   |
|  | Всего                                | 426 752 | 100  | 167  | 0   |
|  | Зарегистрированных избирателей/ Явка | 809 508 | 52,7 | –    | –   |
|  | Источник: BFS                        |         |      |      |     |